# Mount Hotham
Mount Hotham ist ein Berg vulkanischen Ursprungs in Victoria, Australien. An dem Berg befinden sich das Mount Hotham Village und das Mount Hotham Ski Resort. Der Berg liegt etwa 357 Straßenkilometer nordöstlich von Melbourne, 746 Kilometer von Sydney und 997 Kilometer von Adelaide. Der Mount Hotham erreicht eine Gipfelhöhe von 1861 Metern über dem Meeresspiegel. Das Dorf Mount Hotham liegt auf 1750 Metern und ist damit das zweithöchstgelegene Feriendorf Australiens nach dem  Charlotte-Pass-Dorf.

## Wintersport
Der Mount Hotham hält die Jahresrekorde des höchsten Schneefalls in Victoria der letzten Jahre. Das Skifahren findet auf einer Seite des großen Tales statt, das das Gebiet mit den Bogong High Plains verbindet.
Das Mount-Hotham-Skigebiet umfasst 3,2 Quadratkilometer mit 35 Kilometern Skiabfahrten und 13 Liften. Die längste Skistrecke ist am Mount Hotham 2,5 Kilometer lang. Das Wintersportgebiet hat Abfahrtsstrecken für Skier und Snowboards, die sich zu 20 Prozent für Anfänger, 40 Prozent für Geübte und 40 Prozent für Fortgeschrittene eignen. In dem Gebiet befindet sich die schwierigste Abfahrtsstrecke Australiens am Mary’s Slide. 

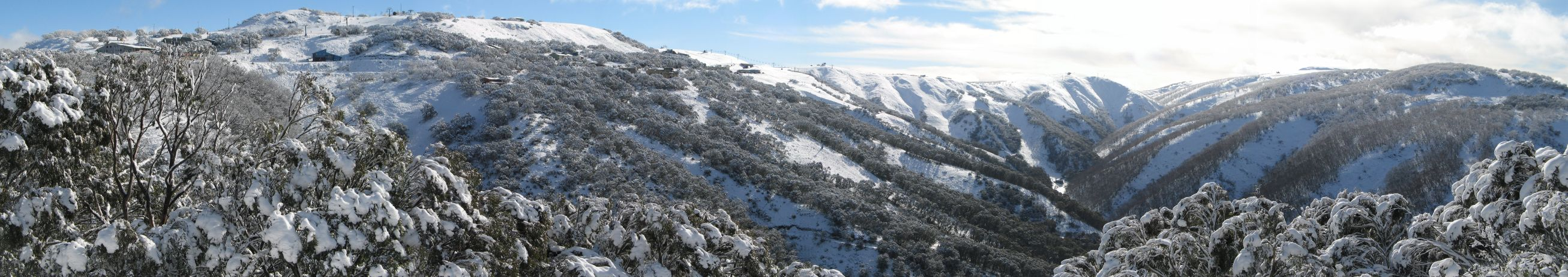
Das Skigebiet des Mount Hotham vom Mount Higginbotham (links) aus über den Mount Loch (rechts) betrachtet
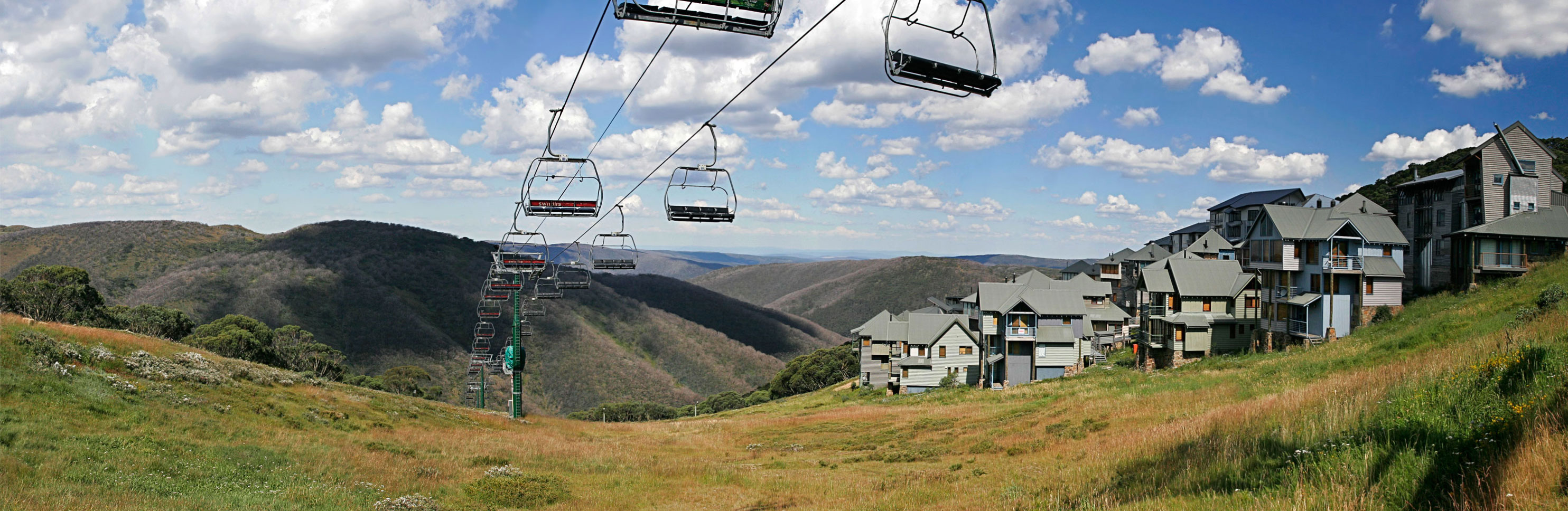
Mount Hotham’s Village im Sommer
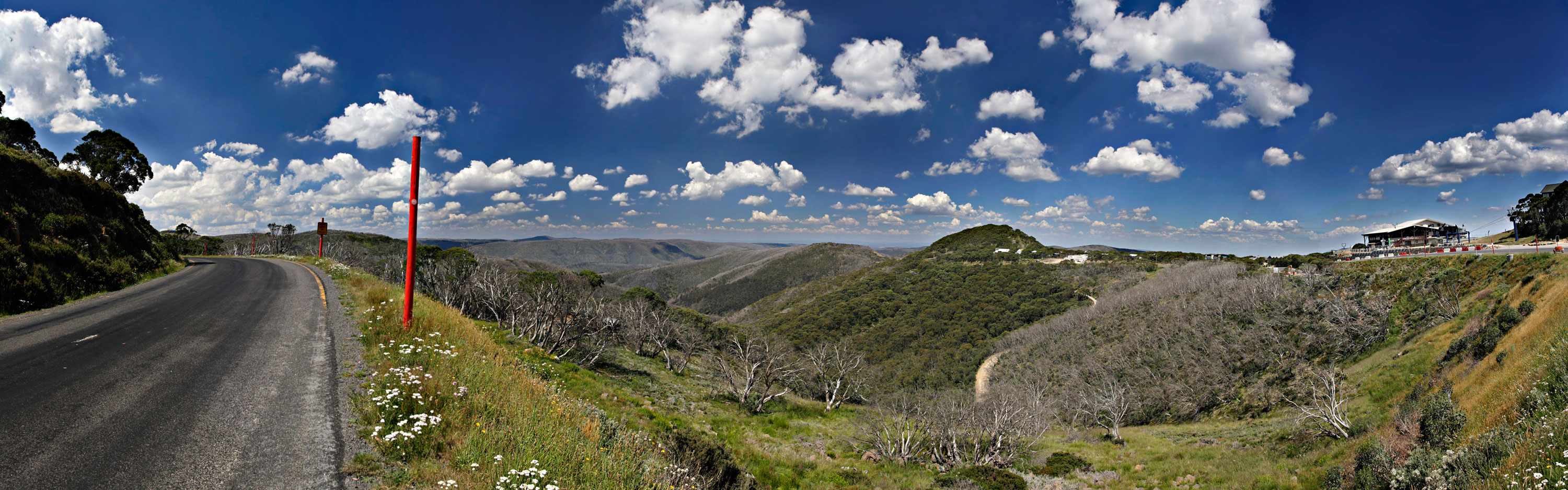
Mount Hotham im Sommer